# Hook, Line & Sinker
Hook, Line & Sinker (no Brasil, De Caniço e Samburá) é um filme de comédia de 1969 dirigido por George Marshall e protagonizado por Jerry Lewis e Peter Lawford.

## Sinopse
Peter Ingersoll (Jerry Lewis) é uma pessoa realizada: tem uma casa, uma esposa, dois filhos, um cachorro e um ótimo trabalho.
Além de tudo isso, Peter também tem sua pessoa de confiança e melhor amigo que é o seu médico chamado Scott Carter (Peter Lawford).
Após um dia em que Peter tinha feito um exame, inesperadamente Scott lhe diz que sua vida está com os dias contados.
Totalmente chocado com a situação e sem saber o que fazer, Peter acaba dando ouvidos a sua esposa Nancy Ingersoll (Anne Francis) que por incrível que pareça não está nem um pouco comovida mas, o aconselha de aproveitar esse tempo que o resta para viajar e principalmente pescar (que era o que há tempos Peter queria fazer).
Peter de começo achou essa ideia maluca, pois perguntava a ela da onde ele iria tirar tanto dinheiro para fazer tudo isso. Então, Nancy acabou lhe lembrando de que ele tinha o seu cartão de seguro da empresa onde trabalha e que ele poderia gastar o dinheiro deste cartão.
Vendo que não tinha nenhum problema assim, Peter foi em frente e acabou viajando, se divertindo, pescando... Enfim, fez tudo o que tinha direito mas, isso acabou se tornando uma consequência, pois mesmo Peter sabendo e não se preocupando, tinha uma dívida de 100 mil dólares.
Enquanto Peter já estava passando por Portugal, Scott urgentemente entrou em contato com ele lhe dizendo que o resultado de seu exame deu errado e que ele não iria mais morrer.
A reação de Peter foi pior de que quando ele recebeu o falso resultado, se perguntando agora como ele iria pagar uma dívida de 100 mil dólares.
Scott acabou lhe aconselhando a sumir por uns tempos, ou melhor, se fazer de morto por sete anos para ver se até lá acalma a situação.
Então, Peter acaba simulando um ataque cardíaco fazendo com que Scott o ateste como morto e um corpo falso seja enterrado no caixão com o nome de Peter Ingersoll.
Agora, o antigo Peter se torna Fred C. Dobbs, um fazendeiro australiano com destino a Israel.
Mas infelizmente, algo sai errado novamente fazendo Peter procurar desesperadamente Scott e ter uma enorme surpresa.

## Elenco
- Jerry Lewis - Peter Ingersoll / Fred C. Dobbs[1]
- Peter Lawford - Dr. Scott Carter
- Anne Francis - Nancy Ingersoll
- Pedro Gonzales-Gonzales - Perfecto
- Jimmy Miller - Jimmy
- Jennifer Edward - Jennifer
- Eleanor Audley - Sra. Durham
- Henry Corden - Kenyon Hammercher
- Sylvia Lewis - Karlotta Hammercher